# 玛丽亚·波尔特拉
玛丽亚·德洛德斯·马佐莱尼·波尔特拉（葡萄牙語：Maria de Lourdes Mazzoleni Portela，1988年1月14日—），巴西女子柔道运动员，2011年泛美运动会女子70公斤级铜牌得主、2015年泛美运动会女子70公斤级铜牌得主、2021年世界柔道锦标赛混合团体铜牌得主。